# Oreokera nimbus
Oreokera nimbus је пуж из реда Stylommatophora. 

## Угроженост
Подаци о распрострањености ове врсте су недовољни.

## Распрострањење
Аустралија је једино познато природно станиште врсте.

## Станиште
Врста Oreokera nimbus има станиште на копну.